# Unione Femminile Cattolica Italiana
Unione Femminile Cattolica Italiana (UFCI) (engelskt namn: Union of Italian Catholic Women), var en kvinnoorganisation i Italien, grundad 1909 och upplöst 1934. Den bildades under namnet Unione fra le Donne Cattoliche d'Italia (UDCI) och bytte namn till UFCI 1919. Det var en konservativ organisation för katolska kvinnor under katolska kyrkans organisation Azione Cattolica (AC), och bildades för att organisera konservativa katolska kvinnor till försvar av konservativa könsroller och motarbeta den moderna sekulära feminismen och jämlikhet mellan könen. 

## Historik

### Bakgrund: UDCI
I början av 1900-talet organiserade sig kvinnorörelsen i Italien, främst under den progressiva CNDI. Detta uppfattades som ett hot av den katolska kyrkan under bland andra Pius X, som ogillade feminismen som en kraft som kunde riva ned vad som betraktades som Guds ordning mellan könen. 
Kyrkan upplevde därför att det fanns ett behov av att organisera katolska kvinnor till motstånd mot feminismen. Vid denna tid var katolska kvinnor dock uteslutna från den kyrkliga organisationen, förutom från nunneordnarna. 
I april 1909 bildades därför en organisation för katolska kvinnor, Unione fra le Donne Cattoliche d'Italia (UDCI) under ledning av den konservativa furstinnan Maria Cristina Giustiniani Bandini. Syftet var att organisera katolska kvinnor för att försvara kyrkans konservativa värden mot den framväxande feminismen och sekularismen. Att organisera kvinnor utanför hushållet eller nunneklostren var trots den konservativa agendan initialt kontroversiellt i sig. 
1917 efterträddes Giustiniani Bandini av Maddelena Patrizi Gondi. Påven Benedict XV stödde aktivt idén att organisera konservativa kvinnor och förklarade 1919 att det skulle betraktas som okontroversiellt inom kyrkan. 
Kvinnor betraktades därefter som en positiv och viktig tillgång för att försvara konservativa värden och att de organiserade sig för att försvara konservatismen och religionen kom därefter att betraktas som något okontroversiellt inom kyrkan. Trots att organisationens syfte var att förhindra jämlikhet för kvinnor, medverkade den indirekt ändå till att vidga katolska kvinnors roll i samhället, då de fick en ny legitim roll att medverka i samhället vid sidan av den som hustru eller nunna.

### Under fascismen: UFCI
Unione fra le Donne Cattoliche d'Italia (UDCI) bytte 1919 namn till Unione Femminile Cattolica Italiana (UFCI). 
UFCI indelades i två undergrupper: Unione Donne di Azione Cattolica (UDACI – Union of Catholic Action Women) för vuxna kvinnor, och ungdomsorganisationen Gioventù Femminile (GF – Female Youth), grundad och ledd av Armida Barelli (som 1918 blivit vice ordförande för UFCI), och Universitare för kvinnliga studenter.
UFCI:s syfte var att massorganisera konservativa katolska kvinnor för att upprätthålla den konservativa rollen för kvinnor som hustrur och mödrar som kyrkan uppfattade som gudagiven, och "återkristna" det moderna samhället.  
Den motarbetade i alla sammanhang den framväxande moderna sekulära tidens nya kvinna, och kritiserade den nya moderna tidens fenomen, som till exempel modet med korta kjolar. 
Föreningen organiserade aktiviteter för flickor och vuxna kvinnor parallellt med deras syfte att informera dem om kyrkans uppfattning om kvinnans roll. Aktiviteterna anpassades utifrån ålder och klass. UFCI ägnade sig också mycket åt socialt arbete. I detta sammanhang var UFCI i vissa avseenden progressiva, då de stödde drägliga arbetsförhållanden för fattiga arbetarkvinnor. 
Både UFCI och CNDI organiserade kvinnor för att organisera sig, rösta och registrera sig inför lokalvalen 1925. Deras syfte var dock motsatta: medan CNDI uppmuntrade kvinnor att rösta och kandidera för att främja utvecklingen mot kvinnors jämställdhet, uppmuntrade UFCI kvinnor att engagera sig politiskt för att motverka ökad jämlikhet. 
Efter fascismens maktövertagande blev många icke fascistiska kvinnoföreningar antingen förbjudna eller tvingades ägna sig åt enbart icke-politiska aktiviteter för att undvika att stängas. UFCI var i egenskap av del av den katolska kyrkan aldrig utsatt för några hot eller begränsningar utan kunde utan hinder fortsätta att verka som förut. Deras budskap om kvinnans roll som hustru, mor och barnafödare låg inte i strid med den kvinnoroll som predikades av fascistpartiet och uppfattades inte som kontroversiellt av denna, även om motivationen för denna kvinnorroll skilde sig åt. Under fascisttiden växte tvärtom UFCI, som icke-fascistiskt alternativ, och var under 1920- och 30-talen en nationell massorganisation vid sidan om den fascistiska kvinnoorganisationen. Dess ordförande stöttade kvinnors rätt att utbilda sig och lönearbeta på villkor att hennes arbete inte underminerade mannens överhöghet. 
UFCI upplöstes 1934 och omvandlades till en kvinnoavdelning inom Azione Cattolica (AC).

## Ordförande
- Maria Cristina Giustiniani Bandini, 1909-1917
- Maddelena Patrizi Gondi, 1917-1934